# Symforoza
Symforoza – imię żeńskie pochodzenia greckiego oznaczające „towarzyszkę podróży” lub „pomocną” z gr. Σύμφορος. Wśród patronek – św. Symforoza, chrześcijańska męczennica zmarła na początku II wieku.
Symforoza imieniny obchodzi 18 lipca.